# Christian Berkel
Christian Berkel (ur. 28 października 1957 w Berlinie) – niemiecki aktor telewizyjny, filmowy i teatralny.

## Życiorys
Absolwent szkoły filmowej Deutsche Film- und Fernsehakademie Berlin (1977). W tym samym roku zaczął grać w produkcjach telewizyjnych i kinowych. Występował także w teatrach w Augsburgu, Düsseldorfie, Monachium, Wiedniu i Berlinie. W 2004 wcielił się w postać lekarza i oficera SS Ernsta-Günthera Schencka w nominowanym do Oscara Upadku. W 2008 zagrał pułkownika Albrechta Mertza von Quirnheim, jednego z głównych bohaterów filmu Walkiria. Zagrał Ottona Premingera w produkcji biograficznej Trumbo. Wystąpił też m.in. w Eksperymencie (2001), Czarnej księdze (2006) i Bękartach wojny (2009).
W 2009 za rolę Helmuta Schmidta w filmie telewizyjnym Mogadischu otrzymał nagrodę Goldene Kamera dla najlepszego aktora.

## Życie prywatne
Jego wieloletnią życiową partnerką jest aktorka Andrea Sawatzki, para pobrała się w 2011 po kilkunastu latach wspólnego życia.

## Filmografia
- 1977: The Serpent's Egg
- 1977: Der Mädchenkrieg
- 1981: Frau Jenny Treibel (film TV)
- 1989: Der Bastard (serial TV)
- 1993: Ein unvergeßliches Wochenende... in Salzburg (film TV)
- 1995: Das Schicksal der Lilian H. (film TV)
- 1996: Lautlose Schritte (film TV)
- 1997: Umarmung mit dem Tod (film TV)
- 1998: Tod auf Amrum (film TV)
- 1999: Sweet Little Sixteen (film TV)
- 2000: Blondine sucht Millionär fürs Leben (film TV)
- 2001: Eksperyment
- 2002: Laissez-passer
- 2002: Die Affäre Semmeling (serial TV)
- 2003: Erste Liebe (film TV)
- 2004: Upadek
- 2004: Männer wie wir
- 2004: Der Vater meiner Schwester (film TV)
- 2005: Plan lotu
- 2006: Die Sturmflut (film TV)
- 2006: Eine Frage des Gewissens (film TV)
- 2006: Czarna księga
- 2006: Der Kriminalist (TV)
- 2008: Flammen & Citronen
- 2008: Miracle at St. Anna
- 2008: Mogadischu (film TV)
- 2008: Walkiria
- 2009: Bękarty wojny
- 2009: Leningrad
- 2015: Trumbo